# 론리 하트 (1991년 영화)
《론리 하트》(영어: Lonely Hearts)는 미국에서 제작된 앤드루 레인 감독의 1991년 스릴러 영화이다. 에릭 로버츠, 베벌리 디앤절로 등이 출연하였고, 로버트 케너 등이 제작에 참여하였다.

## 줄거리
외로운 여자 알마는 사기꾼 프랭크에게 푹 빠져 있다. 심지어 그의 여동생인 척하며 다른 여자들을 속이는 것을 돕는다. 하지만 곧 알마는 사기꾼에게 속아 넘어가고, 사기꾼은 그녀를 유혹한 후 알마의 돈을 훔친다. 프랭크는 알마가 곁에 있는 것을 원치 않지만, 알마가 경찰에 신고할 경우를 대비해 아무것도 할 수 없다. 그들을 쫓는 것은 프랭크의 또 다른 피해자를 위해 일하는 여성 사립 탐정이다.

## 출연진
- 에릭 로버츠
- 베벌리 디앤절로
- 조애나 캐시디
- 허타 웨어
- 비비 베시
- 리베카 스트리트
- 샤론 패럴
- 엘런 기어
- 말린 메이슨
- 찰스 네이피어
- 대니 트레이호

## 기타 제작진
- 협력 제작: 그레고리 스몰
- 미술: 패멀라 우드브리지